# Kunstjahr 1869
Liste der Kunstjahre

◄◄ | ◄ | 1865 | 1866 | 1867 | 1868 | Kunstjahr 1869 | 1870 | 1871 | 1872 | 1873 | ►

Weitere Ereignisse
Dieser Artikel behandelt das Kunstjahr 1869.

## Ereignisse

### Architektur
- 21. April: Das nach Plänen von Johann Caspar Wolff errichtete Berner Gesellschaftshaus Museum wird mit einem Festkonzert der Musikgesellschaft feierlich eröffnet.

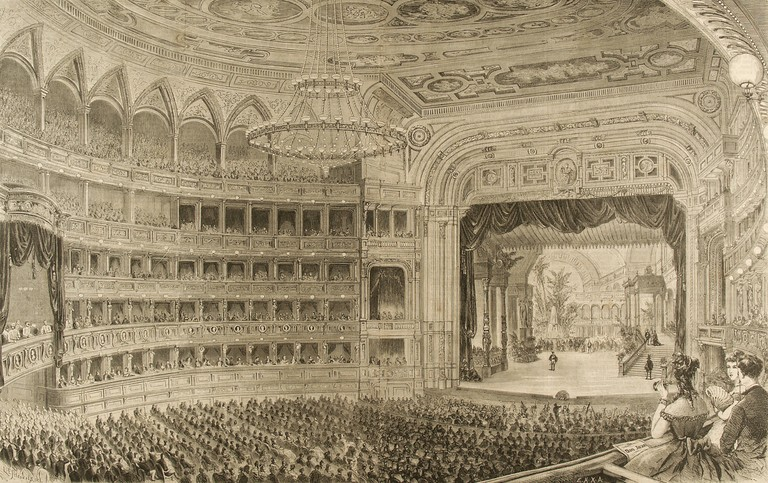
Eröffnungsvorstellung im neuen Haus mit Mozarts Don Giovanni, 25. Mai 1869

- Das von Bauunternehmer Josef Hlávka im Stil der Neorenaissance erbaute „Neue Haus“ der Wiener Hofoper an der Ringstraße wird nach rund achtjähriger Bauzeit fertiggestellt. Die Eröffnung erfolgt am 25. Mai in Anwesenheit von Kaiser Franz Joseph und Kaiserin Elisabeth mit einer Aufführung der Oper Don Giovanni von Wolfgang Amadeus Mozart. Eduard van der Nüll und August Sicard von Sicardsburg, die Architekten des von der Kritik unter anderem als „Königgrätz der Baukunst“ verunglimpften Gebäudes sind bereits im Vorjahr verstorben.
- 20. August: Die nach Entwürfen von Georg Theodor Schirrmacher und Hermann von der Hude im Stil der italienischen Renaissance errichtete Hamburger Kunsthalle wird eröffnet.

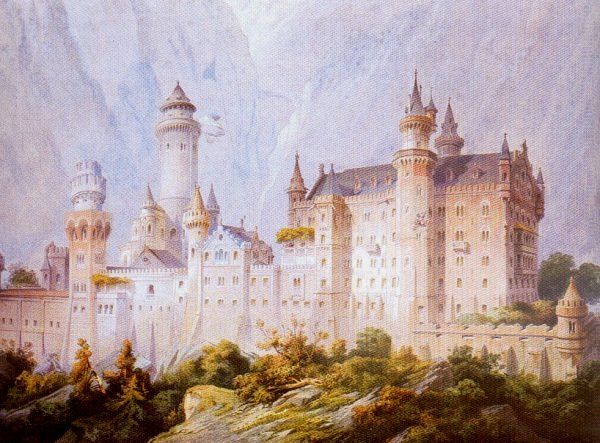
Die Projektzeichnung Neuschwansteins von 1869 übernimmt die ungefähre Baugestalt der Wartburg, wurde aber um romantisierende Details angereichert. Der Bergfried in der linken Bildhälfte und der Basteigarten vorne rechts wurden nicht realisiert.

- 5. September: In den Ammergauer Alpen wird der Grundstein für die Neue Burg Hohenschwangau gelegt. Der Bau wird für den bayerischen König Ludwig II. als idealisierte Vorstellung einer Ritterburg aus der Zeit des Mittelalters errichtet. Die Entwürfe stammen von Christian Jank, die Ausführung übernehmen Eduard Riedel und Georg von Dollmann.

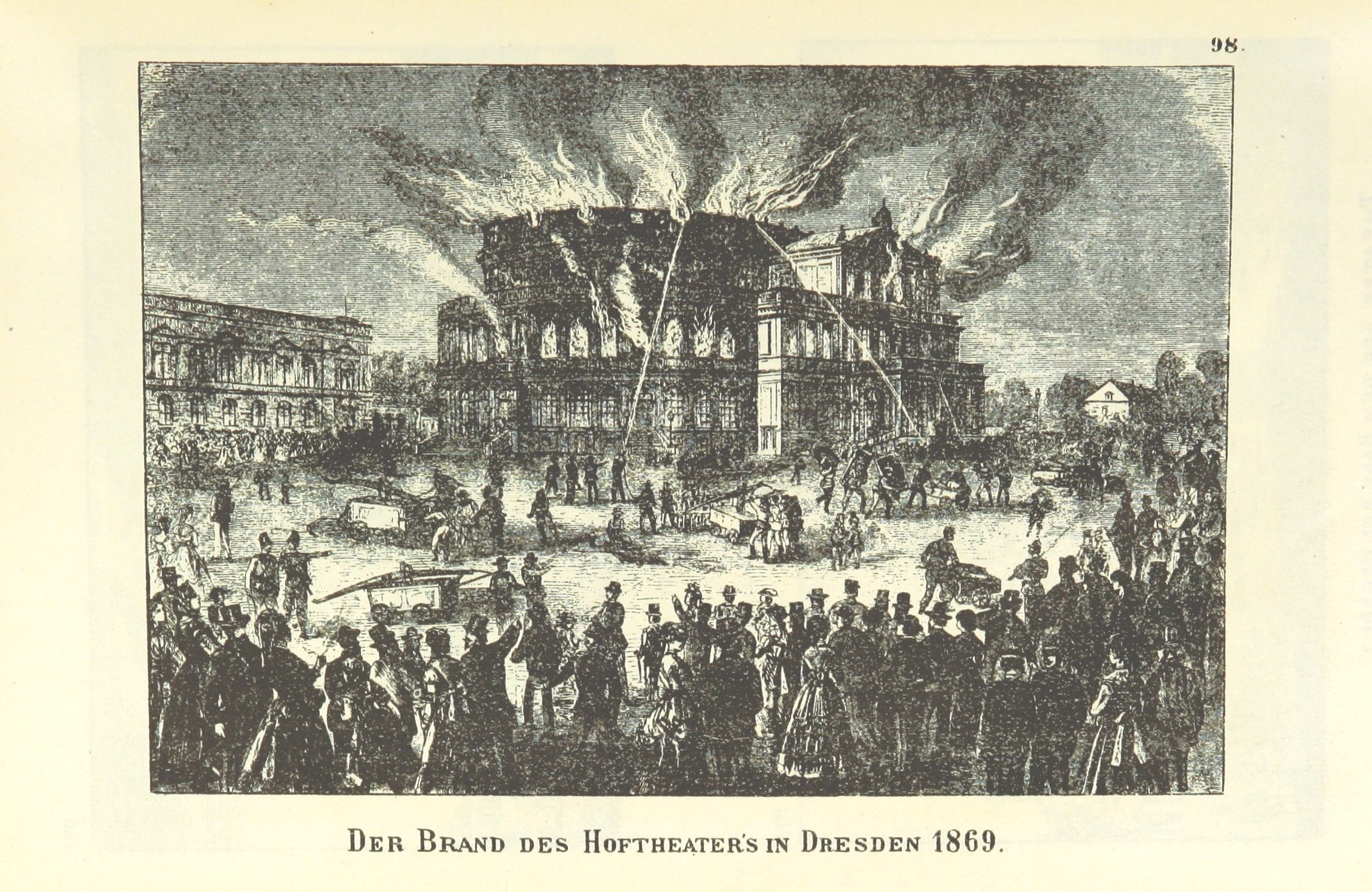
Der Brand des Hoftheaters in Dresden

- 21. September: Das von Gottfried Semper errichtete Königliche Hoftheater Dresden wird auf Grund einer Unvorsichtigkeit bei Reparaturarbeiten bei einem Brand zerstört. Schon vier Wochen nach der Brandkatastrophe beginnen die Bauarbeiten an einem Interimstheater am Zwingerwall hinter den Ruinen des alten Theaters. Nach nur sechs Wochen Bauzeit wird die mit einfachen Konstruktionsmitteln errichtete Spielstätte, die rund 1800 Menschen Platz bietet und im Volksmund den Beinamen „Bretterbude“ erhält, mit Goethes Iphigenie auf Tauris am 2. Dezember eröffnet.

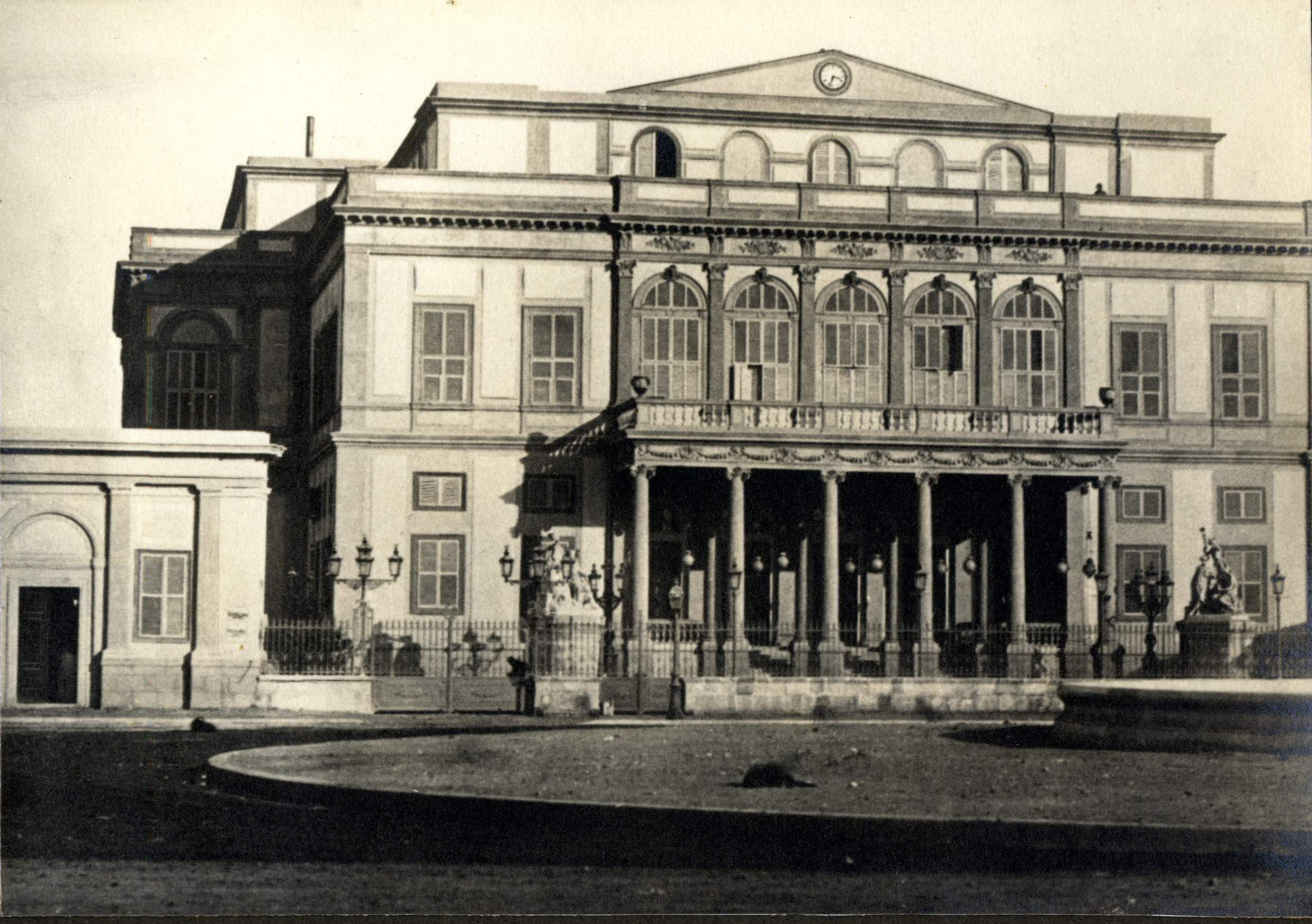
Das Khedivial-Opernhaus 1869

- 1. November: Das Khedivial-Opernhaus in Kairo wird mit einer Aufführung der Oper Rigoletto von Giuseppe Verdi eröffnet. Es wurde auf Anordnung von Ismail Pascha, dem Khediven der osmanischen Provinz Ägypten zur Feier des im gleichen Jahr eröffneten Sueskanals vom Schweizer Architekten Giacomo Lepori, erbaut.
- In Wien beginnt der Bau des von Theophil Hansen als Hotel ebenfalls im Stil der Neorenaissance entworfenen Palais Hansen.

### Comic
- 30. Januar: In Brasilien erscheint der erste Comic des Landes und einer der ersten der Welt. Der grafische Künstler und Karikaturist Angelo Agostini hat ihn als Kindergeschichte konzipiert.

### Malerei

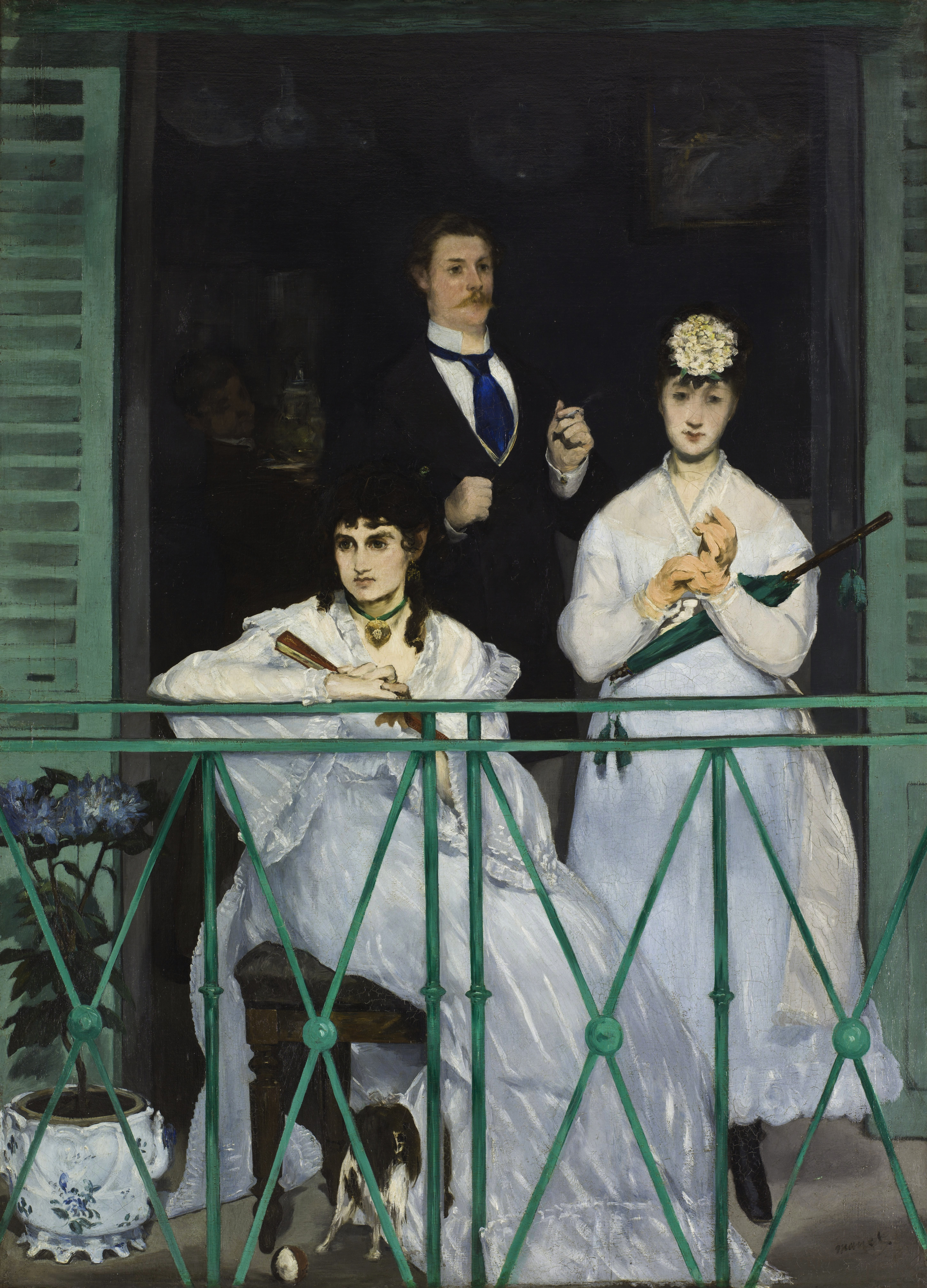
Manet: Der Balkon

- Frühjahr: Édouard Manet vollendet das Gemälde Der Balkon. Modell für das Ölgemälde standen die Malerin Berthe Morisot, die Geigerin Fanny Claus und der Maler Antoine Guillemet. Das Bild wird im Gegensatz zu vielen anderen Bildern Manets vom Pariser Salon angenommen. Das schützt den Maler aber auch diesmal nicht vor der Ablehnung durch die Mehrzahl seiner Kritiker.

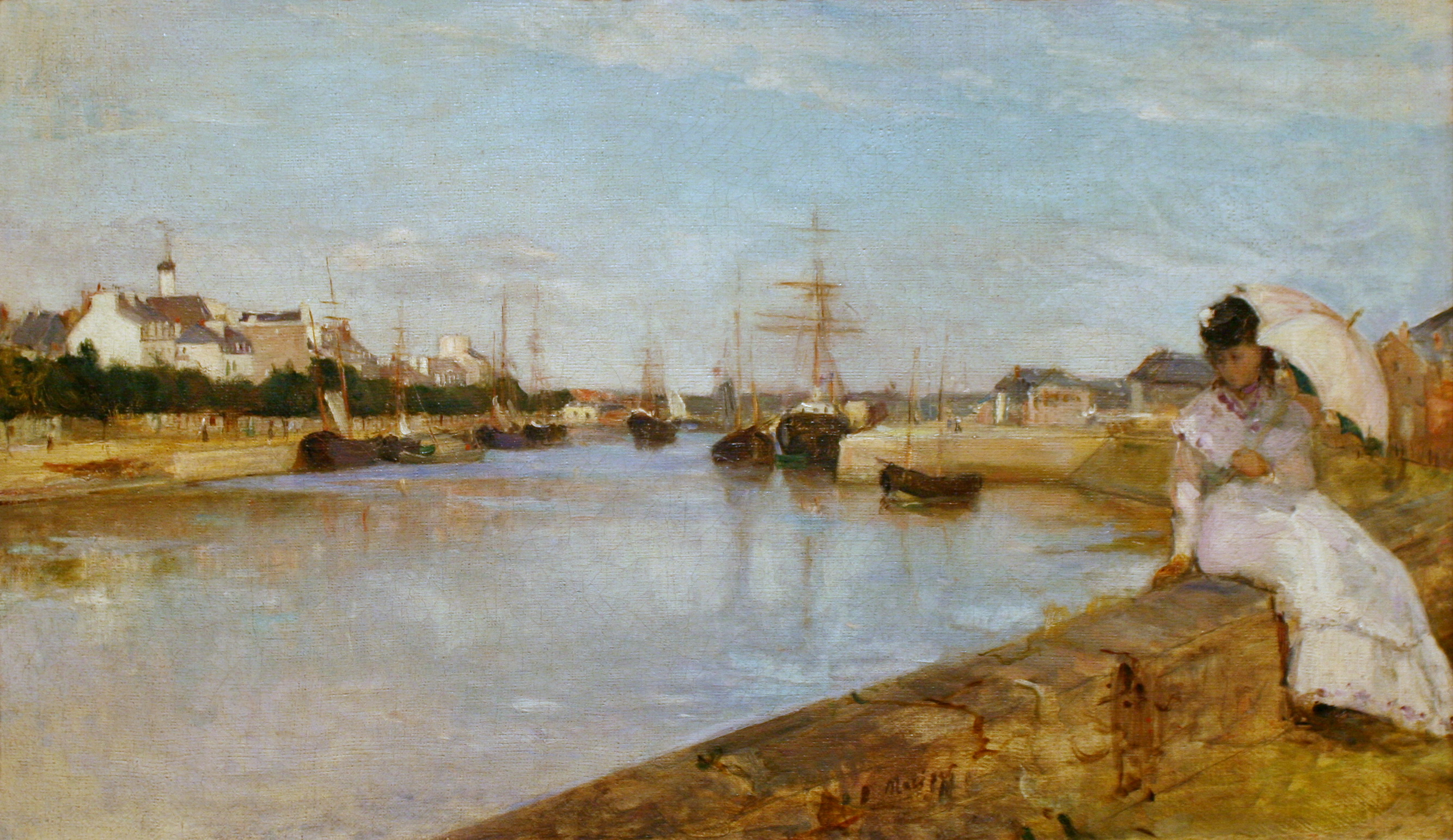
Der Hafen von Lorient von Berthe Morisot

- Berthe Morisot malt in Öl auf Leinwand das Gemälde Der Hafen von Lorient.

## Geboren
- 08. Januar: Arnold Genthe, deutsch-US-amerikanischer Fotograf († 1942)
- 15. Januar: Stanisław Wyspiański, polnischer Maler und Zeichner († 1907)

- 14. Februar: Karel P.C. de Bazel, niederländischer Architekt († 1923)

- 14. März: Konrad Albert Koch, deutscher Burgenforscher und Maler († 1945)
- 23. März: Calouste Gulbenkian, britischer Ingenieur, Ölforscher, Geschäftsmann, Finanzexperte und Kunstsammler armenischer Herkunft († 1955)

- 11. April: Gustav Vigeland, norwegischer Bildhauer († 1943)
- 28. April: Bertram Goodhue, US-amerikanischer Architekt und Illustrator († 1924)
- 30. April: Hans Poelzig, deutscher Maler, Architekt und Bühnenbildner († 1936)

- 22. Mai: Otto Gussmann, deutscher Maler, Professor der Ornamentik und der architekturbezogenen Malerei und Designer († 1926)
- 24. Mai: Ivan Aguéli, schwedischer Wandersufi, Maler und Autor († 1917)
- 28. Mai: Hermann Jansen, deutscher Architekt und Stadtplaner († 1945)

- 10. Juni: Paul Schultze-Naumburg, deutscher Architekt und Kunsttheoretiker († 1949)
- 18. Juni: Leo Putz, deutsch-italienischer Maler († 1940)
- 15. Juli: Elizabeth MacNicol, schottische Malerin († 1904)

- 13. August: Tony Garnier, französischer Architekt und Städtebauer († 1948)
- 19. August: Waldemar Titzenthaler, deutscher Fotograf († 1937)

- 03. September: Helene Funke, deutsche Malerin († 1957)
- 08. September: Johann Eustacchio, österreichischer Architekt († 1909)
- 15. September: Fritz Overbeck, deutscher Maler († 1909)

- 04. Oktober: Iwan Rerberg, russischer Architekt († 1932)
- 22. Oktober: August Gaul, deutscher Tierbildhauer († 1921)
- 27. Oktober: Janet Scudder, US-amerikanische Bildhauerin († 1940)

- 04. November: Fritz Schumacher, deutscher Architekt und Stadtplaner († 1947)

- 03. Dezember: Anne Brigman, amerikanische Kunstfotografin, Lyrikerin und eines der ersten Mitglieder der Photo-Secession († 1950)
- 16. Dezember: Otto Greiner, deutscher Maler und Graphiker († 1916)
- 31. Dezember: Henri Matisse, französischer Maler, Grafiker, Zeichner und Bildhauer, Wegbereiter und Hauptvertreter des Fauvismus († 1954)

## Gestorben
- 01. Januar: James B. Longacre, US-amerikanischer Porträtist und Kupferstecher, Chef-Graveur der United States Mint (* 1794)
- 09. Januar: Paul Huet, französischer Maler, Zeichner und Radierer (* 1803)
- 15. Januar: Gustav Adolph Hennig, sächsischer Historienmaler, Porträtist, Grafiker, Radierer und Lithograf (* 1797)
- 16. Januar: Julie von Egloffstein, Hofdame in Sachsen-Weimar, Malerin und Zeichnerin (* 1792)

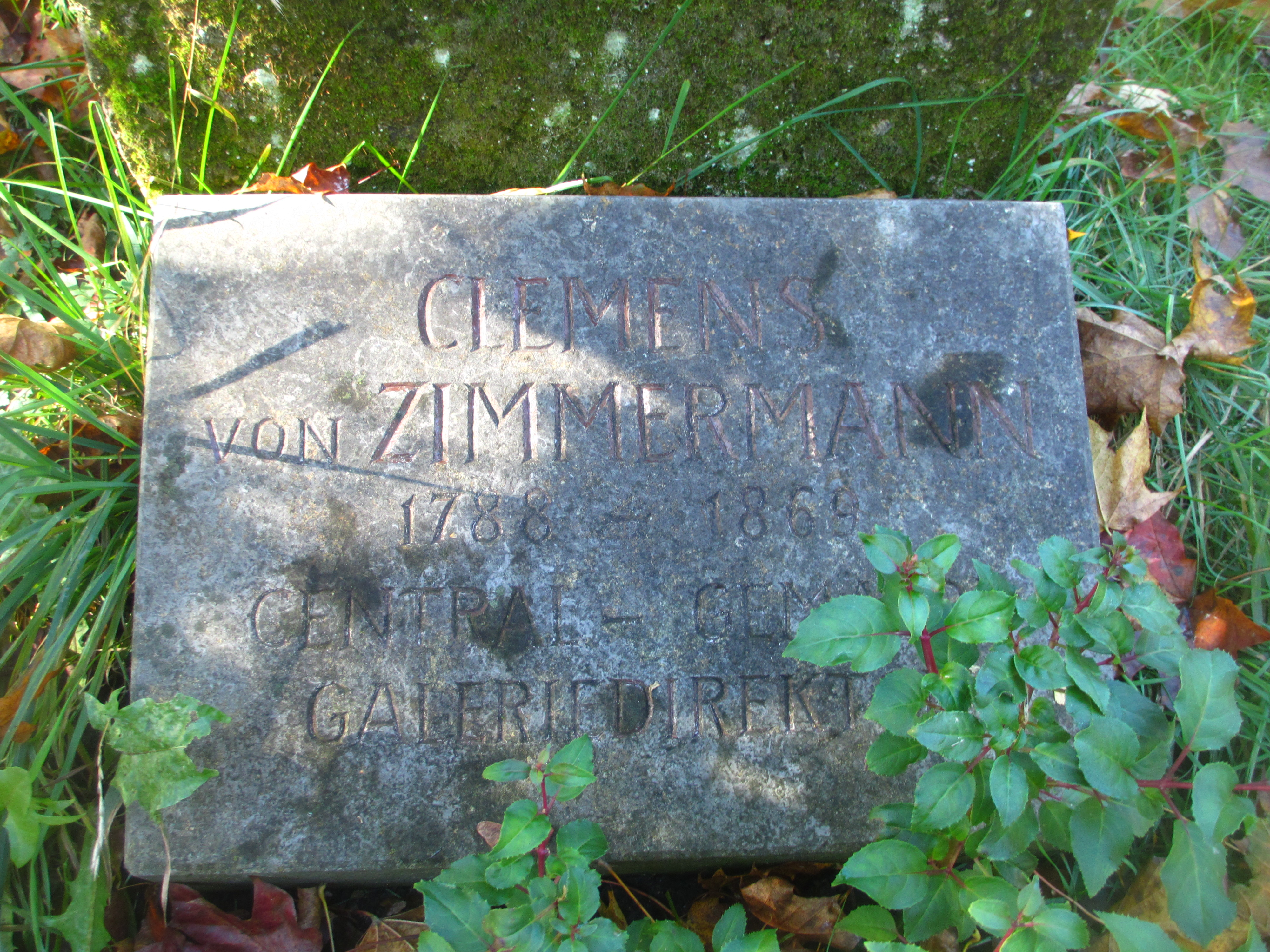
Grabplatte für Clemens Zimmermann auf dem Alten Südlichen Friedhof in München

- 25. Januar: Clemens von Zimmermann, deutscher Maler (* 1788)

- 08. Februar: Karl Gildemeister, Bremer Architekt (* 1820)
- 09. Februar: Leonhard von Liebener, Tiroler Bauingenieur (* 1800)
- 19. Februar: Johann Zelebor, Naturforscher, Illustrator, Präparator und Zoologe (* 1819)
- 21. Februar: Christian Kehrer, deutscher Jagd- und Tiermaler, Hofmaler in Erbach und Archivar (* 1775)
- 28. Februar: Johann Gotthelf Große, deutscher Glockengießer (* 1808)

- 08. März: Luigi Calamatta, italienischer Kupferstecher und Zeichner (* 1801)
- 12. März: Aron von Kangeq, grönländischer Maler und Erzähler (* 1822)
- 17. März: August Christian Adolf Zestermann, deutscher Kunsthistoriker und Pädagoge (* 1807)
- 26. März: Léon de Laborde, französischer Kunsthistoriker, Archäologe, Forschungsreisender und Politiker (* 1807)
- 31. März: Christian von der Emden, deutscher Baumeister in Bonn (* 1796)

- 10. Juli: Alois Auer Ritter von Welsbach, österreichischer Drucker, Erfinder und Illustrator (* 1813)
- 22. Juli: John Augustus Roebling, deutsch-US-amerikanischer Ingenieur (* 1806)
- 28. Juli: Carl Gustav Carus, deutscher Naturwissenschaftler und Maler (* 1789)

- 04. November: Friedrich Wilhelm Buttel, deutscher Hofbaumeister (* 1796)
- 12. November: Friedrich Overbeck, deutscher Maler, Zeichner und Illustrator (* 1789)
- 22. November: Carl Ferdinand Langhans, deutscher Architekt (* 1782)